# Canadien Pacifique
Pour les articles homonymes, voir Canadien et CPR.
Le Chemin de fer Canadien Pacifique (CP ; en anglais : Canadian Pacific Railway, CPR) est une compagnie de chemin de fer canadienne de classe I. Son réseau s'étend de Vancouver à Montréal et dessert également de grandes villes des États-Unis comme Minneapolis, Chicago et New York. Son siège se trouve à Calgary en Alberta.
Le réseau fut construit initialement entre le Canada oriental et la Colombie-Britannique de 1881 à 1885, conformément à une promesse d'extension liée à l'entrée de cette province dans la Confédération en 1871.  Ce fut le premier chemin de fer transcontinental au Canada.  Alors qu'il est aujourd'hui essentiellement un  transporteur de fret, il fut pendant des décennies le seul moyen pratique de voyager  à longue distance dans de nombreuses régions du Canada et fut l'instrument de la colonisation et du développement économique du Canada occidental.
Ses services voyageurs ont été supprimés en 1978 après avoir été assurés quelque temps par la société VIA Rail Canada.  
Un castor a été choisi comme logo du chemin de fer parce que c'est l'un des symboles nationaux du Canada et qu'il représente le caractère industrieux de la compagnie. Objet d'autant de louanges que de critiques acerbes, le CP reste un symbole du nationalisme canadien.
Le CP a acheté le Kansas City Southern Railway en décembre 2021 pour 31 milliards de dollars américains. Le 14 avril 2023, les chemins de fer ont fusionné pour former le CPKC, premier et seul chemin de fer actuellement à desservir directement le Canada, le Mexique et les États-Unis.

## Historique

### Avant le Chemin de fer Canadien Pacifique, 1871 à 1881
La construction du chemin de fer Canadien Pacifique fut originellement entreprise, pour différentes raisons, par le gouvernement conservateur du premier ministre John A. Macdonald. La Colombie-Britannique avait insisté sur la construction d'un chemin de fer national comme condition de son adhésion à la confédération canadienne. Le gouvernement avait donc promis de construire un chemin de fer reliant la province du pacifique aux provinces de l'est dans les dix ans suivant le 20 juillet 1871. Macdonald voyait bien que c'était nécessaire à la création d'une nation canadienne unifiée qui s'étendrait sur toute la largeur du continent. De plus, les intérêts industriels au Québec et en Ontario désiraient avoir accès aux ressources de matières premières et aux marchés dans l'Ouest canadien.
Le premier obstacle était d'ordre économique. Le parcours logique d'un chemin de fer desservant l'Ouest canadien passerait à travers le midwest américain et la ville de Chicago, en Illinois. Une telle proposition est faite par le Grand Tronc mais est refusée par le gouvernement Macdonald.  En plus de la difficulté évidente de construire un chemin de fer traversant les montagnes Rocheuses, un parcours entièrement canadien nécessiterait de traverser 1 600 km de terrain accidenté correspondant au Bouclier canadien, ainsi que les marécages du nord de l'Ontario. Afin d'assurer l'adoption de ce parcours, le gouvernement céda de vastes terres dans l'Ouest canadien.

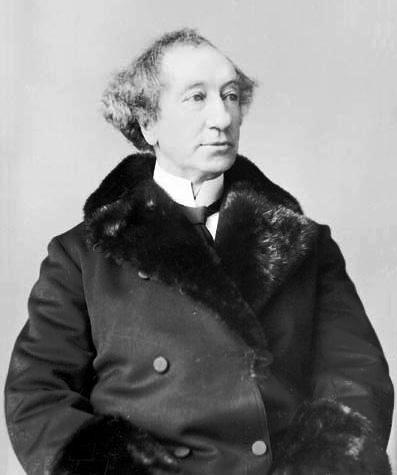
Sir John A. Macdonald

En 1872, sir John A. Macdonald et d'autres politiciens de haut niveau accorda d'importants contrats fédéraux à la Canada Pacific Railway Company (qui n'est aucunement lié à la compagnie actuelle) de Hugh Allan, ainsi qu'à l'Inter-Ocean Railway Company. À cause de ce scandale, le Parti conservateur fut éjecté du pouvoir en 1874. Le nouveau premier ministre libéral, Alexander Mackenzie, lança la construction de certaines sections du chemin de fer comme une entreprise publique sous la supervision du département des Travaux publics. La branche de Thunder bay reliant le lac Supérieur à Winnipeg fut commencée en 1875 lors d'une cérémonie officielle le 1er juin à Fort William. Le progrès fut toutefois extrêmement lent à cause du manque de fonds publics. Avec le retour au pouvoir de Macdonald le 16 octobre 1878, une politique de construction plus énergique fut adoptée. Macdonald confirma que Port Moody serait le terminus du chemin de fer transcontinental, et annonça que celui-ci suivrait le fleuve Fraser et son tributaire, la rivière Thompson, entre Port Moody et Kamloops. En 1879, le gouvernement fédéral lança un appel d'offres pour la construction de la section de 206 km entre Yale (Colombie-Britannique) et Savona's Ferry sur le lac Kamloops. Le contrat fut accordé à Andrew Onderdonk ; son équipe entama le travail le 15 mai 1880. Après avoir complété la section, Onderdonk reçut des contrats pour construire entre Yale et Port Moody, ainsi qu'entre Savona's Ferry et Eagle Pass.
Le 21 octobre 1880, un nouveau consortium non lié à celui de Hugh Allan signa un contrat avec le gouvernement Macdonald. Ils étaient d'accord pour construire le chemin de fer en échange de 25 000 000 $ (approximativement 625 000 000 $ en dollars canadiens modernes) en crédit du gouvernement, ainsi qu'une allocation de 25 000 000 d'acres (101 000 km2, environ 10 000 000 hectares) de terres. Le gouvernement transféra aussi à la compagnie les sections construites avec des fonds publics. Le gouvernement défraya finalement les coûts de l'arpentage et leur accorda une exemption d'impôts fonciers pour 20 ans. Le consortium était composé officiellement de cinq hommes : George Stephen, James J. Hill, Duncan McIntyre, Richard B. Angus et John S. Kennedy. Donald A. Smith et Norman Kittson étaient des partenaires non officiels silencieux avec un intérêt financier important. Le 15 février 1881, la loi confirmant le contrat reçut la sanction royale, et la Compagnie de chemin de fer Canadien Pacifique fut formellement incorporée le jour suivant.

### La construction, 1881 à 1885
On tenait pour acquis que le chemin de fer traverserait la « ceinture fertile » de la vallée de la rivière Saskatchewan Nord et traverserait les montagnes Rocheuses via le col Yellowhead, un parcours prôné par Sandford Fleming résultant d'une décennie de travail. Toutefois, le CP écarta rapidement ce plan en faveur d'une route plus au sud qui traverserait le triangle de Palliser en Saskatchewan et le col Kicking Horse après Field Hill. Ce parcours était à la fois plus direct et plus près de la frontière américaine, facilitant la tâche pour le CP pour empêcher les compagnies ferroviaires américaines d'empiéter sur le marché canadien. Toutefois, ce parcours comportait plusieurs désavantages.
Une conséquence était que le CP devrait trouver une route à travers les montagnes Selkirk ; à l'époque, on ignorait si une telle route existait. La tâche de découvrir un passage fut assignée à un arpenteur du nom de Albert Bowman Rogers. Le CP lui fit la promesse d'un chèque de 5 000 $ et de nommer le passage en son honneur. Rogers devint obsédé par la découverte du passage qui immortaliserait son nom. Il le trouva le 29 mai 1881, et conformément à sa parole, le CP lui donna le nom de « col Rogers » et lui donna le chèque. Il refusa d'abord de l'encaisser, préférant l'encadrer et déclarant qu'il ne l'avait pas fait pour l'argent. Il changea d'idée plus tard et accepta de l'encaisser en échange d'une montre gravée.
Un autre obstacle était que le parcours proposé traversait des terres contrôlées par la Nation des Pieds-Noirs (Blackfoot). Cette difficulté fut surmontée lorsque le missionnaire Père Albert Lacombe persuada le chef Blackfoot Crowfoot que la construction du chemin de fer était inévitable. En échange pour son consentement, Crowfoot fut récompensé d'un laissez-passer à vie sur le CP. Une conséquence plus durable de ce choix de parcours était que, contrairement au parcours proposé par Fleming, la terre entourant le chemin de fer était souvent trop aride pour permettre l'agriculture. Le CP aurait peut-être accordé trop d'importance à un rapport du naturaliste John Macoun, qui avait traversé les Grandes Plaines dans une période anormalement pluvieuse et avait rapporté que la région était fertile.

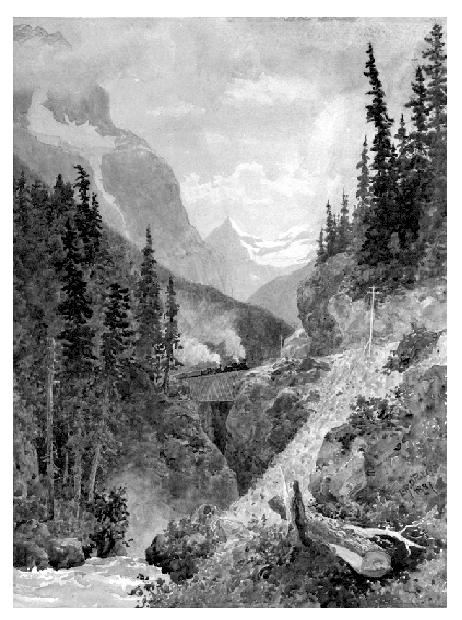
Le col du Cheval-qui-Rue après la construction de la voie (peinture de 1887).

Le plus grand inconvénient du parcours était le col du Cheval-qui-Rue. Dans les premiers six km à l'ouest du sommet de 1 625 mètres, la rivière Kicking Horse chutait de 350 mètres. Cette chute à pic forcerait la CP, à court d'argent, à construire une section de chemin de fer longue de sept km sur une ligne à forte pente de 4,5 % une fois arrivé au défilé en 1884. C'était plus que le quadruple de la pente maximale recommandée pour les chemins de fer à cette époque, et même les chemins de fer modernes dépassent rarement une pente de 2 %. On installa des commutateurs de sécurité à plusieurs endroits, la limite de vitesse pour les trains descendants était limitée à 10 km/h, et des locomotives spéciales furent commandées. Malgré ces mesures, il arriva tout de même quelques accidents sérieux. Les haut dirigeants du CP insistèrent qu'il ne s'agissait que d'une solution temporaire, mais cet état des choses dura pendant les 25 années suivantes jusqu'à ce que les Tunnels spirals soient complétés au début du XXe siècle.

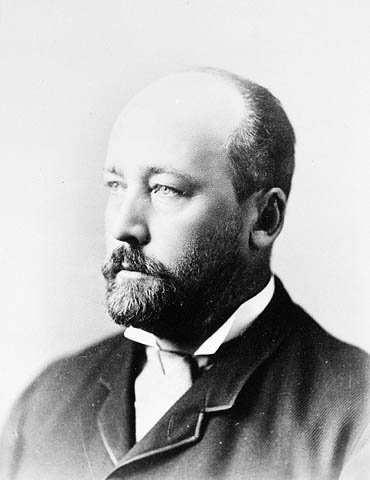
William Cornelius Van Horne.

En 1881, les dirigeants du chemin de fer trouvaient que la construction avançait trop lentement. Ils engagèrent le célèbre cadre américain William Cornelius Van Horne pour superviser la construction, avec comme encouragements un généreux salaire et le défi de travailler sur un projet ferroviaire aussi difficile. Van Horne déclara qu'il aurait construit 800 km de voie principale dans sa première année. Des inondations repoussèrent le début de la saison de construction, mais plus de 672 km de la voie principale, de même que diverses voies secondaires, furent cependant construits cette année-là. La branche de Thunder Bay fut complétée en juin 1882 par le Département des chemins de fer et canaux et remise à la compagnie en mai 1883, permettant le trafic, sur territoire uniquement canadien, entre l'est du Canada et Winnipeg pour la première fois dans l'histoire du pays. À la fin de 1883, le chemin de fer s'était rendu aux Rocheuses, seulement huit km à l'est du col Kicking Horse. Les saisons de construction de 1884 et 1885 se passeraient dans les montagnes de la Colombie-Britannique et sur la rive nord du lac Supérieur.
Plusieurs centaines de navvies (terme venu de navigator, désignant les travailleurs manuels œuvrant sur les projets civils d'ingénierie majeurs) travaillèrent sur le chemin de fer. Plusieurs étaient des immigrants européens. En Colombie-Britannique, le CP engagea également des travailleurs chinois, surnommé coolies. Un navvy était payé entre 1 $ et 2,50 $ par jour, mais devait payer sa propre nourriture, ses vêtements, son transport vers le site de travail, son courrier et ses soins médicaux. Après deux mois et demi de travail éreintant, ils pourraient amasser aussi peu que 16 $. Les navvies chinois en Colombie-Britannique ne faisaient qu'entre 0,75 $ et 1,25 $ par jour, dépenses non comprises, ne leur laissant pratiquement rien à renvoyer chez eux. Ils faisaient habituellement les travaux de construction les plus dangereux, tel que travailler avec des explosifs. Les familles des chinois tués ne reçurent aucune compensation, ni même un avis de décès. Plusieurs de ceux qui survécurent n'avaient pas assez d'argent pour retourner dans leurs familles en Chine, et passèrent de longues années seuls, tristes et souvent dans des conditions affreuses. Mais ces navvies étaient de durs travailleurs et jouèrent un rôle crucial dans la construction de la section occidentale de la voie ferrée ; même des enfants pas plus vieux que douze ans ont servi comme garçons de thé.
En 1883, la construction du chemin de fer progressait rapidement, mais le CP était en danger de manquer d'argent. En réponse, le 31 janvier 1884, le gouvernement vota une loi pour lui venir en aide en lui accordant 22 500 000 $ de plus en prêts. La loi reçut la sanction royale le 6 mars 1884.

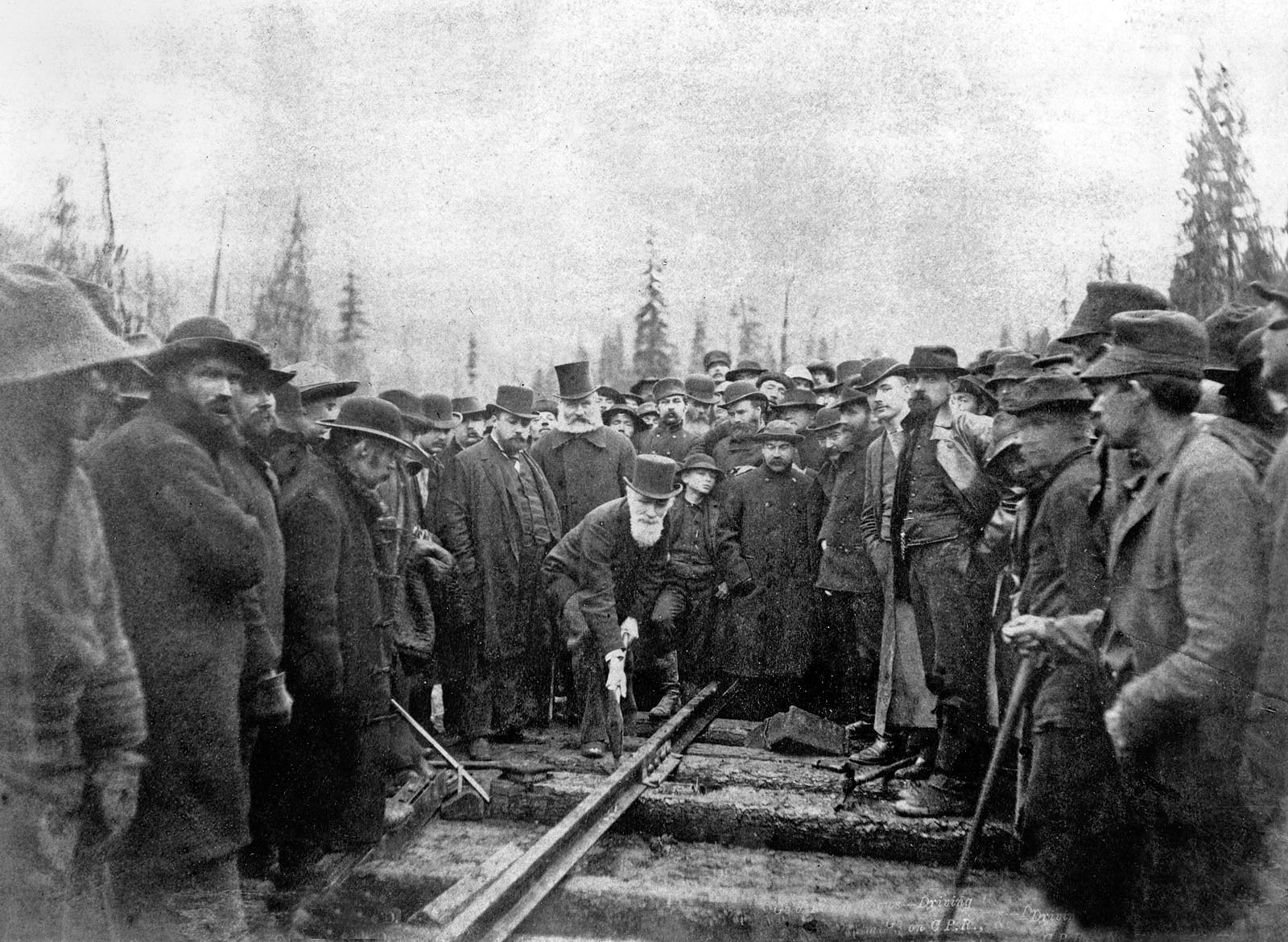
Donald Alexander Smith enfonce le dernier clou.

En mars 1885, la Rébellion du Nord-Ouest éclata en Saskatchewan. Van Horne, qui se trouvait à Ottawa à ce moment, suggéra au gouvernement que le CP pouvait transporter des troupes à Fort Qu'Appelle en 11 jours. Certaines sections de la voie étaient incomplètes ou n'avaient pas encore été utilisées, mais le voyage à Winnipeg fut réalisé en neuf jours et la rébellion fut rapidement écrasée. Peut-être à cause de la gratitude du gouvernement pour ce service, il réorganisa subséquemment la dette due par le CP au gouvernement et lui accorda un prêt supplémentaire de 5 000 000 $, de l'argent dont le CP avait désespérément besoin. Le 7 novembre 1885, le dernier clou fut enfoncé à Craigellachie, en Colombie-Britannique. Bien que la voie ferrée fût complétée quatre ans plus tard que la date d'échéance originale de 1881, elle l'était cependant plus de cinq ans avant la nouvelle échéances de 1891 fixée par Macdonald en 1881.
La construction d'un projet aussi massif, quoique troublé par les délais et le scandale, fut considérée comme un impressionnant accomplissement d'ingénierie et de volonté politique pour un pays avec une petite population, un capital limité et un terrain difficile. C'était de loin la voie ferrée la plus longue jamais construite à cette époque.
Pendant ce temps, à l'est du Canada, le CP avait créé en 1885 un réseau de voies se rendant de Québec à Saint-Thomas (notamment avec l'achat au gouvernement du Québec du Quebec, Montreal, Ottawa & Occidental Railway). Le CP avait effectué des achats et des locations à long terme de plusieurs voies ferrées à travers une compagnie ferroviaire associée, la Compagnie du chemin de fer d'Ontario et Québec (O&Q), qui construisit également une voie entre Perth (Ontario) et Toronto (complétée le 5 mai 1884) afin de connecter ces acquisitions. Le CP obtint un bail de 999 années sur le O&Q en 1884.

### 1886 à 1900

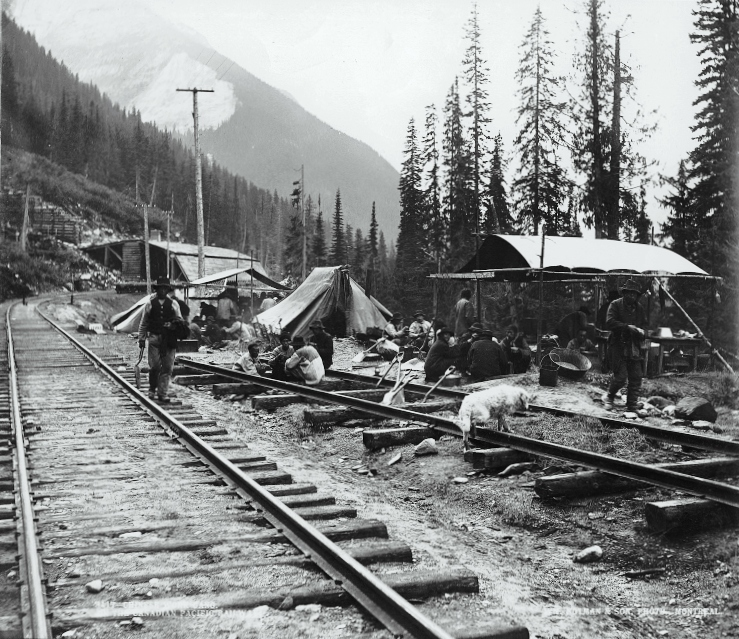
Groupe d'ouvriers chinois du CP, Parc des Glaciers, C.-B., 1889

On avait pris, dans le but de réduire les coûts, tellement de raccourcis dans la construction des voies que le service transcontinental régulier ne put commencer qu'après sept mois de travaux additionnels. Toutefois, si on n'avait pas pris ces raccourcis, il est possible que le CP n'aurait pas pu terminer la voie du tout à cause d'un manque de fonds. Le premier train transcontinental arriva à Port Moody le 4 juillet 1886. Toutefois, le CP avait déjà décidé de déplacer son terminus occidental de Port Moody à un petit village qui fut rebaptisé « Vancouver » plus tard la même année. Le premier train officiel vers Vancouver arriva le 23 mai 1887, bien que cette voie n'avait été en service que depuis seulement trois mois. Le CP devint rapidement rentable, et tous les prêts du gouvernement fédéral furent remboursés des années à l'avance.
En 1888, une voie secondaire fut ouverte entre Sudbury et Sault-Sainte-Marie, où le CP se connectait au système ferroviaire américain et ses propres bateaux à vapeur. En cette même année, on entama le travail sur une voie entre London (Ontario) et la frontière américaine à Windsor (Ontario). Cette voie fut ouverte le 12 juin 1890. Le CP acquit également plusieurs petites voies à l'est de Montréal ; il obtint aussi un bail de 999 années sur la Compagnie de chemin de fer du Nouveau-Brunswick, et construisit la Compagnie du chemin de fer International du Maine, connectant Montréal à Saint-Jean (Nouveau-Brunswick) en 1889. La connexion avec Saint-Jean sur la côte atlantique fit du CP la première compagnie ferroviaire véritablement transcontinentale et permit aux marchandises d'outre-Atlantique ainsi qu'aux passagers de continuer à passer, lorsque la glace dans le golfe du Saint-Laurent bloquait le port de Montréal durant l'hiver.
En 1896, la compétition provenant du Great Northern Railway américain pour le transport dans le sud de la Colombie-Britannique obligea le CP à construire une seconde voie traversant la province, au sud de la voie originale. Van Horne, maintenant président du CP, demanda de l'aide du gouvernement, et celui-ci consentit à lui accorder environ 3,6 millions de dollars pour construire une voie ferrée entre Lethbridge traversant le Pas-Nid-de-Corbeau jusqu'à la rive sud du lac Kootenay ; en échange, le CP devait consentir à réduire ses tarifs pour le transport de certaines marchandises dans l'Ouest canadien, à perpétuité. L'entente du Pas-Nid-de-Corbeau, fort controversée, gela en fait les tarifs de transport des produits du grain vers l'est et les tarifs de transport vers l'ouest de certains « effectifs de colons » aux niveaux de 1897. Bien que suspendu temporairement durant la Première Guerre mondiale, ce ne fut qu'en 1983 que le « tarif Pas-Nid-de-Corbeau » fut remplacé en permanence par la Loi sur le transport du grain de l'Ouest qui permit l'accroissement graduel des tarifs de transport du grain. La voie de Pas-Nid-de-Corbeau fut ouverte le 18 juin, 1898.

### 1901 à 1928

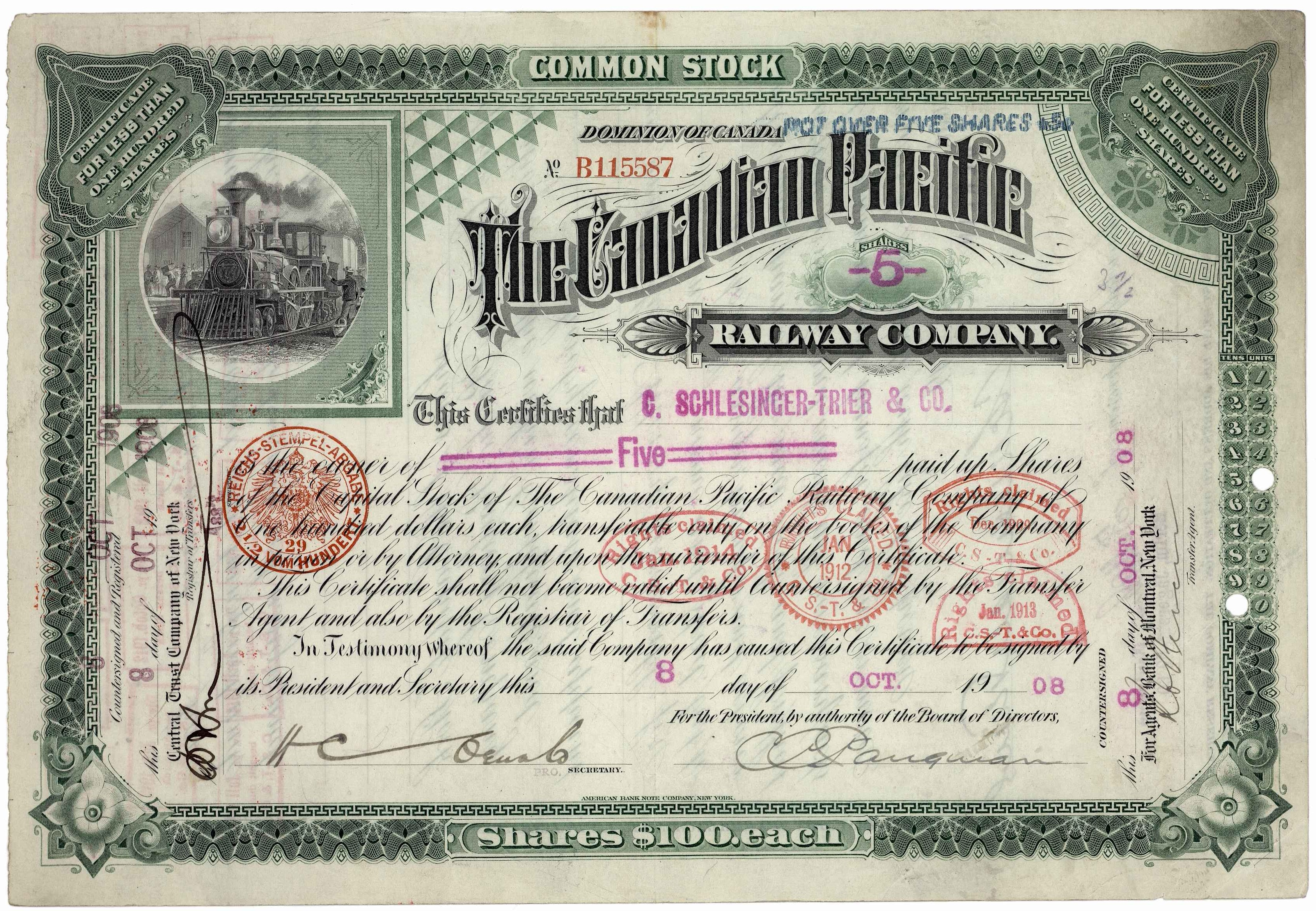
Action du Canadien Pacifique en date du 8 octobre 1908.

Dans la première décennie du XXe siècle, le CFPC continua de construire de nouvelles voies. En 1908, le CFPC ouvrit une voie reliant Toronto à Sudbury. Auparavant, le trafic en direction de l'Ouest provenant du sud de l'Ontario faisait un grand détour par l'est de la province.

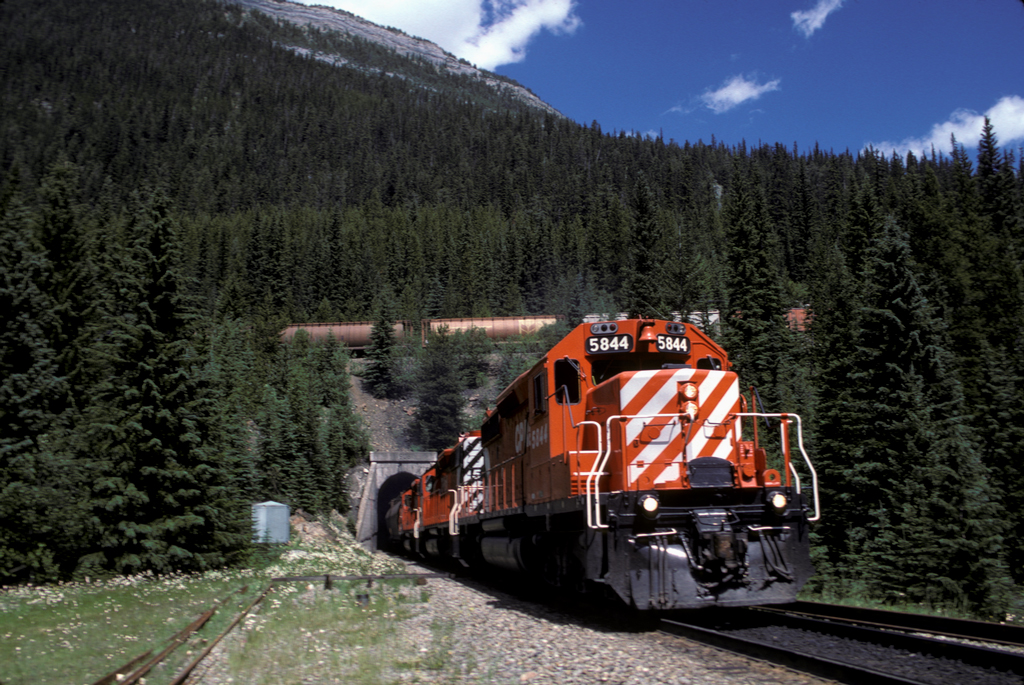
Le CPR 5844 émerge du tunnel en spirale inférieure, passant sous son propre train, 1986.

Plusieurs améliorations opérationnelles furent aussi apportés au chemin de fer dans l'Ouest canadien. En 1909 le CFPC compléta deux accomplissements significatives d'ingénierie. Le plus signifiant fut le remplacement de Big Hill, qui était devenu un point d'étranglement majeur dans la voie principale, avec les tunnels en spirale, réduisant la pente de 4,5 % à 2,2 %. Les tunnels en spirale ouvrirent en août. Le 3 novembre 1909, le viaduc de Lethbridge surplombant la vallée de la rivière Oldman à Lethbridge (Alberta) fut ouvert. Il fait 1 625 mètres de long et, à son apogée, 96 mètres de haut, faisant de lui le plus long pont ferroviaire au Canada. En 1916 le CFPC remplaça sa voie traversant le col Rogers, qui était sujet aux avalanches, avec le tunnel Connaught, un tunnel de huit kilomètres sous le mont Macdonald qui fut, à l'époque de son ouverture, le plus long tunnel ferroviaire dans l'hémisphère ouest.
Le CP fit l'acquisition de plusieurs compagnies ferroviaires plus petites via des baux à long terme en 1912. Le 3 janvier 1912, le CP acquit le Dominion Atlantic Railway (DAR), un chemin de fer qui traversait l'ouest de la Nouvelle-Écosse. Cette acquisition donna au CP une liaison à Halifax, un port important sur l'Océan Atlantique. Le Dominion Atlantic connectait la CP à Saint-Jean (Nouveau-Brunswick) avec son propre service de ferry de wagons traversant la baie de Fundy. Les bateaux à vapeur du DAR assuraient également la liaison pour les passagers et le cargo entre Yarmouth (Nouvelle-Écosse), Boston et New York. Le 1er juillet 1912, le CP acquit la Compagnie du chemin de fer d'Esquimalt à Nanaimo, un chemin de fer sur l'Île de Vancouver qui reliait aussi au CP par ferry. Le CP acquit également la Compagnie du chemin de fer de Québec Central le 14 décembre 1912. 
Le 29 mai 1914, l'Empress of Ireland, un des bateaux à vapeur exploité par le CP, sombra dans le fleuve St-Laurent après une collision avec le SS Storstad, entrainant la perte de 1024 vies humaines, dont celles de 840 passagers. 
Lorsque la Première Guerre mondiale éclata en 1914, le CP consacra des ressources à l'effort de guerre, et réussit à demeurer rentable alors que ses compétiteurs luttaient pour rester solvables. Après la guerre, le gouvernement fédéral créa la Compagnie des chemins de fer nationaux du Canada (appelée plus tard le Canadien National (CN)) à partir de plusieurs compagnies ferroviaires en faillite qui furent dévoluées au gouvernement pendant et après la guerre. Le CN deviendrait le compétiteur principal du CP au Canada.

### La Grande dépression et la Seconde Guerre mondiale, 1929 à 1945
La Grande Dépression, qui dura de 1929 à 1939, fut un coup dur pour plusieurs compagnies. Bien que le CP fut affecté, ce ne fut pas autant que son rival, le CN, parce que contrairement à celui-ci, le CP n'était pas endetté. Le CP coupa certains de ses services de passagers et de marchandises, et cessa de remettre des dividendes à ses actionnaires après 1932.
Un grand moment des années 1930, à la fois pour le chemin de fer et pour le Canada, fut la visite du roi George VI et de la reine Élizabeth au Canada en 1939, la première fois que monarque visitait le Canada. Le CP et le CN partagèrent l'honneur de tirer le train royal à travers le pays, le CP s'occupant du voyage de Québec à Vancouver.
Cette même année, la Seconde Guerre mondiale commença. Tout comme durant la Première Guerre mondiale, le CP consacra bien de ses ressources à l'effort de guerre. Il modifia ses usines à Montréal pour fabriquer des tanks Valentine et transporta des troupes et des marchandises d'un bout à l'autre du pays. De plus, 22 vaisseaux appartenant au CP partirent en guerre, dont 12 furent coulés.

### 1946 à 1978

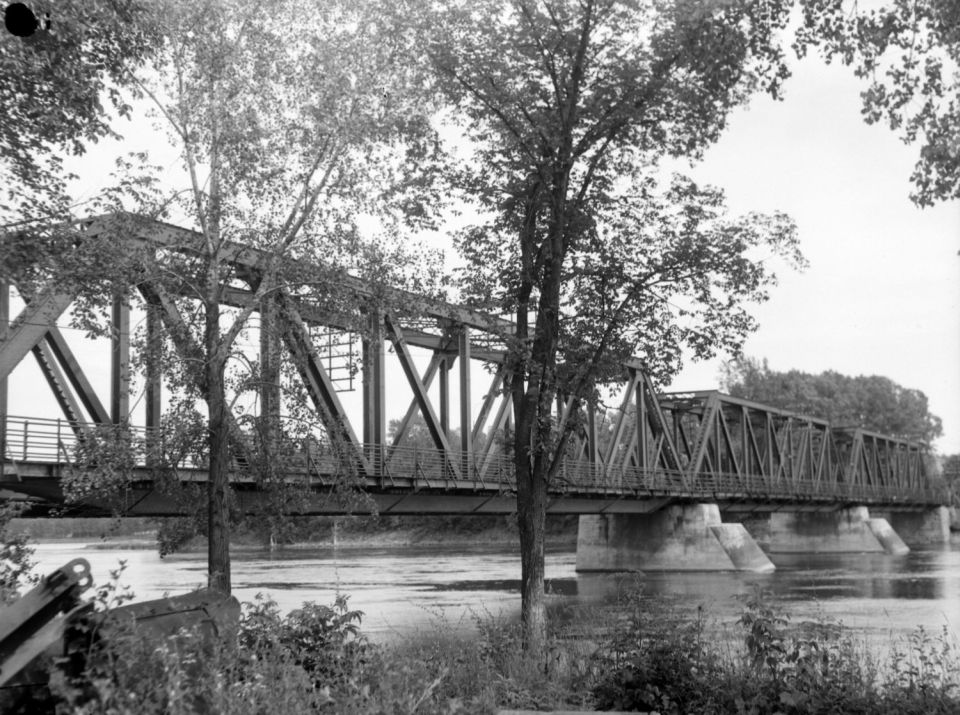
Pont du Canadian Pacifique reliant Montréal et Laval en 1948

Après la Seconde Guerre mondiale, l'industrie du transport au Canada se transforma. Là où les trains avaient été dominants auparavant, à la fois dans le transport de marchandises et de passagers, les automobiles, les camions et les avions commencèrent à grignoter leur clientèle. Cela donna un coup de pouce aux opérations de camionnage et aériennes du CP, et les trains de marchandises continuaient de faire de bonnes affaires. Toutefois, les trains passagers devinrent très vite peu rentables.
Pendant les années 1950, la compagnie fit des efforts pour innover en services passagers, en introduisant Le Canadien, un nouveau train de luxe transcontinental. Toutefois, au début des années 1960, la compagnie commença à se retirer des services de trains passagers, mettant fin au service sur plusieurs voies secondaires. Il mit fin également à son train transcontinental Le Dominion en 1966, et tenta (sans succès) de discontinuer Le Canadien. Le 29 octobre 1978, le CP transféra ses services de trains passagers à VIA Rail, une nouvelle société de la Couronne fédérale qui serait responsable du transport inter-villes jadis géré par les compagnies CN et CP.
En 1968, la compagnie se réorganisa. Chacune des grandes opérations du CP, incluant ses opérations ferroviaires, furent réorganisées en filiales séparées.

### 1979 à aujourd'hui
En 1984, le CP commence la construction du tunnel du mont Macdonald afin d'augmenter le Tunnel Connaught sous les monts Selkirk. Le premier train de reven emprunte le tunnel en 1988. Avec une longueur de 14,7 km, il s'agit du plus long tunnel aux Amériques.
Dans les années 1980, la Soo Line, que le CFCO contrôlait toujours, fut soumis à plusieurs changements. Elle a acquis le Minneapolis, Northfield and Southern Railway en 1982. Puis, le 21 février 1985, la Soo Line obtient une part contrôlante dans la Milwaukee Road, l'intégrant à son système le 1er janvier 1986. En 1987, la plupart des voies du CP dans la région des Grands Lacs, incluant une grande part de la ligne Soo originale, ont été intégrées à un nouveau chemin de fer, la Wisconsin Central, qui fut subséquemment achetée par CN. Influencée par l'Accord de libre-échange canado-américain en 1989, qui a libéralisé les échanges entre les deux nations, l'expansion du CP continua dans les années 1990 : le CP obtint le plein contrôle de la ligne Soo en 1990, et acheta la Delaware and Hudson Railroad en 1991. Ces deux acquisitions donnèrent au CP des routes vers les villes majeures américaines de Chicago (via la ligne Soo) et New York (via le D&H).
Dans les années qui ont suivi, le CP fait une cure minceur, et plusieurs des branches canadiennes, incluant toutes ses voies à l'est de Montréal (incluant la ligne entière vers le port de Saint-Jean) ont été soit vendues ou abandonnées. Autant le CP que le CN tentèrent, sans succès, d'acheter les possessions de l'autre, afin de permettre plus de rationalisation.
Finalement, en 1996, reflétant l'importance accrue du transport occidental pour le chemin de fer, le CP déménage son siège social à Calgary depuis Montréal. Une nouvelle compagnie subsidiaire, la Compagnie de chemin de fer Saint-Laurent et Hudson Limitée, fut créée pour gérer ses voies dans l'est du continent nord-américain, incluant le Québec, le sud et l'est ontarien, les voies vers Chicago, l'Illinois, ainsi que le Delaware and Hudson Railway dans le nord-est américain. Toutefois, la nouvelle compagnie, menacée de vente et libre d'innover, se débarrassa rapidement des voies peu rentables vers de petites compagnies, institua le service de transport de marchandises à horaire et effectua une virage inespéré dans la rentabilité. Après seulement quatre ans, le CP révisa son opinion et la Saint-Laurent et Hudson fut refusionnée avec son parent le 1er janvier 2001.
En octobre 2014, Canadian Pacifique tente de fusionner avec CSX Transportation, mais cette opération échoue. En novembre 2015, Canadien Pacifique annonce faire une offre d'acquisition non sollicité sur Norfolk Southern pour un montant de 28,4 milliard de dollars, offre qui est rejetée par ce dernier.
En mars 2021, Canadian Pacific Railway fait l'acquisition de Kansas City Southern Railway pour 36 milliards de dollars canadiens, soit 29 milliards US$. Les chemins de fer se rejoindront à Kansas City, dans le Missouri, ce qui crée un ensemble présent au Canada, aux États-Unis et au Mexique,.

## Trains spéciaux

### Train des fêtes

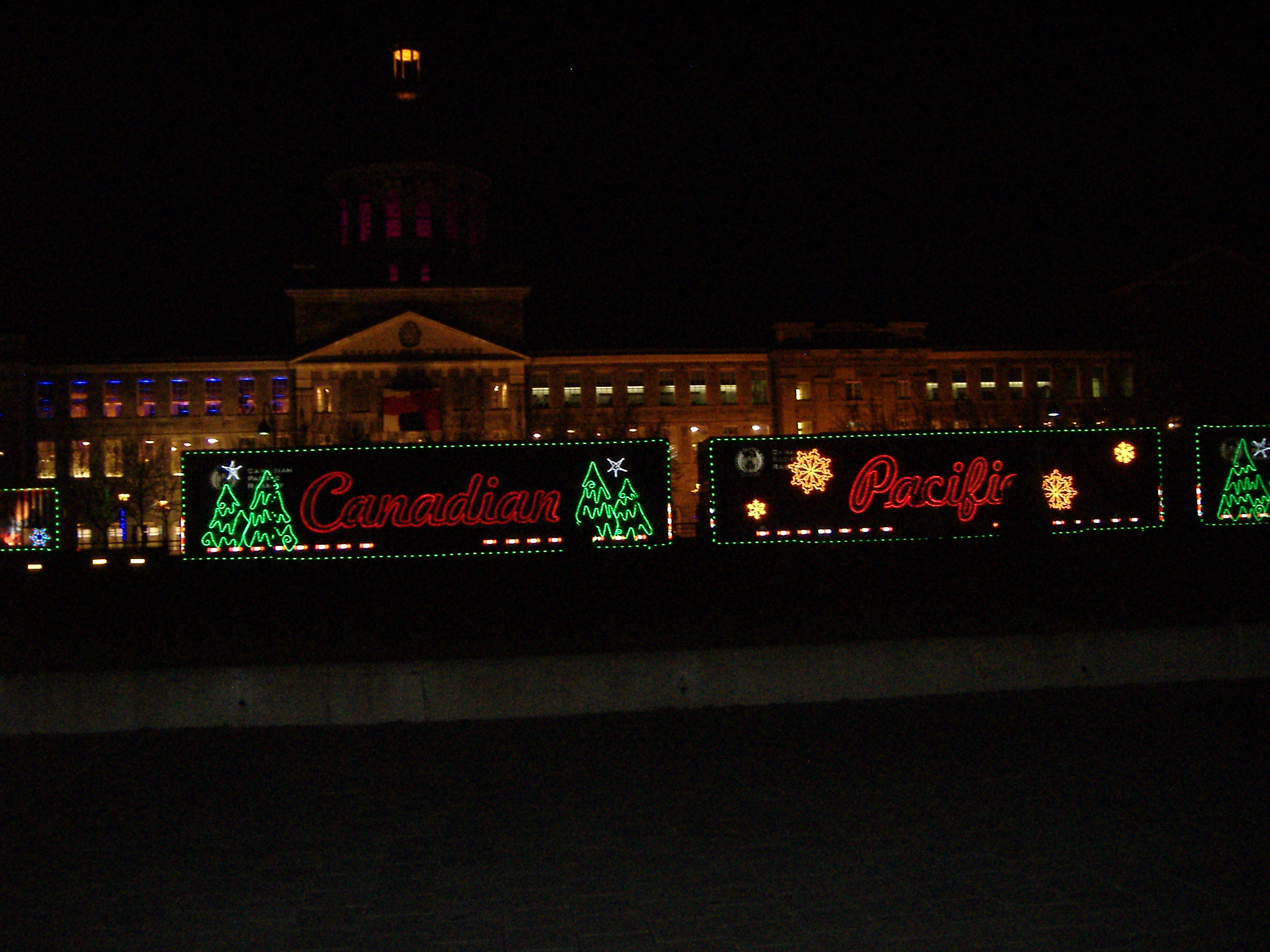
Train des fêtes, en 2009 à Montréal.

Depuis 1999, le CP entretient un train des fêtes sur les lignes principales pendant les mois de novembre et de décembre. Le train des fêtes célèbre et amasse des dons pour les banques alimentaires. Le train des fêtes donne également une publicité pour les CP et quelques-uns de ses clients. Chaque train a un wagon de divertissement avec une scène qui voyage avec le train. Le train est en fait un train de marchandises, mais dispose également d'anciennes voitures de passagers qui sont utilisés pour loger et transporter le divertissement. Les visiteurs qui viennent voir le train peuvent également venir à bord et voir les décorations des fêtes et les anciennes voitures de passagers. Depuis son lancement en 1999, le programme du train des fêtes a réussi à amasser plus 2,3 million de dollars canadiens et 506 tonnes de nourriture pour les banques alimentaires nord-américaines. Tous les dons amassés dans une communauté restent dans cette dernière pour y être distribués. Il amasse des dons de nourriture et d'argent (et fait également ses propres dons) pour faire un meilleur Noël pour les communautés.
Le Train des Fêtes est basé sur le thème de Noël. Les wagons sont décorés ; chaque voiture ainsi que la locomotive et le fourgon de queue sont revêtus de lumières de Noël, et le train passe dans chaque ville et village importants du réseau des CP. Il y a trois trains, qui couvrent les cinq régions principales du CP :
- Nord-est des États-Unis[10]
- Midwest des États-Unis[11]
- Québec et Ontario[12]
- Manitoba et Saskatchewan[13]
- Alberta et Colombie Britannique[14]

### Royal Canadien Pacifique

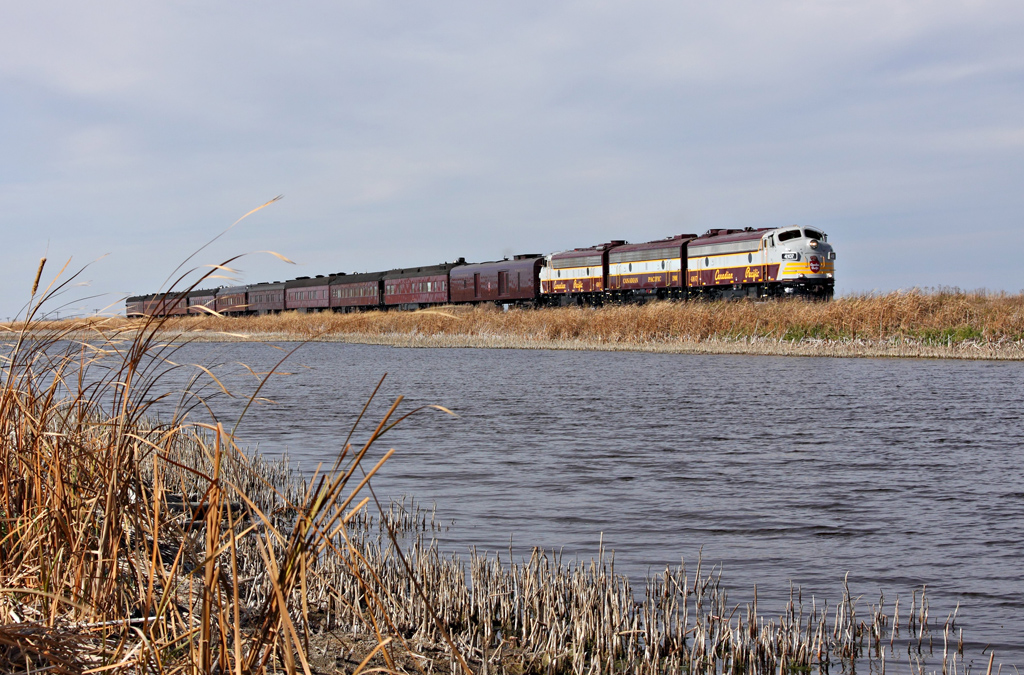
Le Royal Canadian Pacific près de Bergen, Dakota du Nord en 2012.

Le Royal Canadien Pacifique est un luxueux train d'excursion, inauguré le 7 juin 2000, après que le CPR eut reçu la désignation royale pour le service d'Élisabeth II, la reine du Canada.
Ce train fonctionne de manière saisonnière entre les mois de juin et septembre, sur le réseau des CPR, franchissant les Montagnes rocheuses entre l'Alberta et la Colombie britannique. Tous les trains sont basés de Calgary, dans l'Alberta, sur le site de l'ancienne gare de la compagnie nationale Via Rail, près du siège social du CPR. L'excursion type se compose d'une boucle de 1 050 km au départ de Calgary, le long de la  vallée du Columbia puis à travers le col du Nid de Corbeau, avant le retour au point de départ. Un tel voyage prend six jours et cinq nuits sans parcours nocturne afin de bénéficier de la lumière du jour. Le train comprend jusqu'à huit voitures construites entre 1916 et 1931 et est tracté par des locomotives diesel EMD FP9 type A et B de première génération restaurées.

## Locomotives

### Locomotives à vapeur
Une locomotive du Canadien Pacifique a été utilisée dans le slasher de 1980 Le Monstre du train.

## Principaux actionnaires

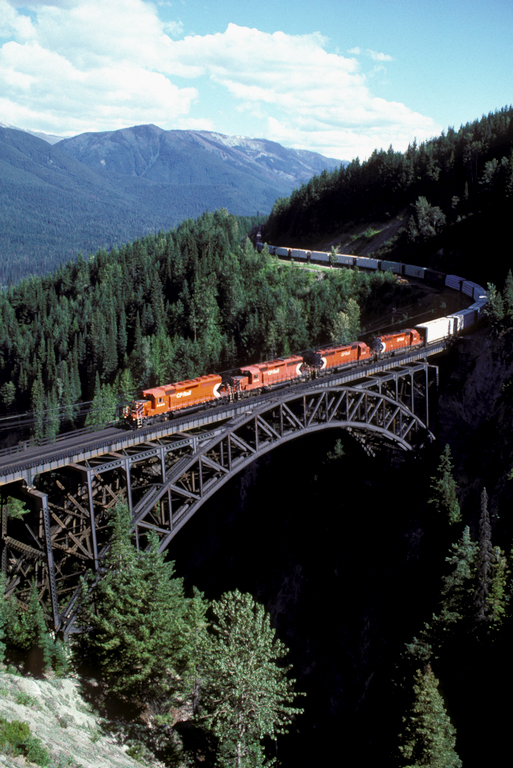
Un train de marchandises du CP sur le pont de Stoney Creek.

| TCI Fund Management                | 7,88 % |
| Pershing Square Capital Management | 7,17 % |
| Royal Bank of Canada               | 6,11 % |
| WCM Investment Management          | 3,92 % |
| Fidelity (Canada) Asset Management | 3,01 % |
| The Vanguard Group                 | 2,77 % |
| Egerton Capital                    | 2,56 % |
| Institutional Capital              | 2,41 % |
| Capital Research & Management      | 2,41 % |
| BMO Asset Management               | 2,30 % |

## Dans la culture canadienne
Dans sa thèse de doctorat, publiée en 1923 sous le titre A History of the Canadian Pacific Railway, Harold Innis soutient que l'histoire de la Canadian Pacifique reprend en gros celle de la civilisation occidentale s'étendant à la moitié nord de l'Amérique du Nord. Il démontre que la difficile géographie physique du territoire détermine la croissance de la civilisation. Ainsi, les formations géologiques telles les montagnes interdisent les voyages, et le climat propre à chaque région dicte le type de développement possible. La présence du CPR prouve que la civilisation s'étend au-delà de ces frontières. La mise en place du chemin de fer, terminée en 1885, tout comme les premières tentatives de découvrir le passage du Nord-Ouest, oriente la migration de la civilisation occidentale vers le nord de l'Amérique du Nord. La construction du chemin de fer est à la fois cause et effet de cette tendance de la civilisation à surmonter des barrières géographiques, et sa capacité à le faire. À partir du CPR, Innis amorce une réflexion sur le nationalisme technologique et sur la relation économique qui unit le Canada urbain au Canada rural, idées sur lesquelles s'appuie sa théorie des principales ressources.